# Aegla schmitii
Aegla schmitii is een tienpotigensoort uit de familie van de Aeglidae. De wetenschappelijke naam van de soort is voor het eerst geldig gepubliceerd in 1979 door Hobbs III.